# Administração de Repressão às Drogas
A Administração de Repressão às Drogas (em inglês:  Drug Enforcement Administration, DEA) é um órgão federal de segurança do Departamento de Justiça dos Estados Unidos encarregado da repressão e controle de narcóticos. O órgão foi criado em 1973 com a fusão de mais quatro agências. Seu mandato inclui a repressão doméstica ao narcotráfico e crimes relacionados às drogas em geral, dividindo responsabilidades com o FBI, além de ser o único órgão dos Estados Unidos encarregado de investigações do narcotráfico no exterior.

## Formação

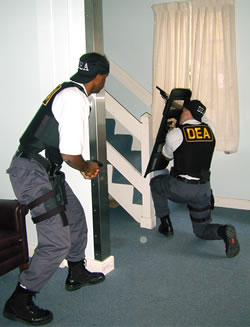
Agentes do DEA treinando em Quantico, na Virgínia, nos Estados Unidos

O Programa de Treinamento de Agentes Básicos da DEA é um programa de treinamento de nível de entrada de 18 semanas projetado para preparar Agentes Especiais da DEA para atribuições de campo em todo o país. As principais áreas de instrução incluem gerenciamento de fonte confidencial, operações secretas, vigilância, planejamento operacional, gerenciamento de mandado de busca, processamento de prisioneiros, redação de relatórios, manuseio de evidências, técnicas de entrevista e interrogatório, padrões de conduta, missão e história da DEA, reconhecimento de drogas, sistemas de informação de computador, e treinamento jurídico. Os alunos recebem mais de 127 horas de treinamento com armas de fogo. O regime de preparação física e táticas defensivas é projetado para ajudar os alunos a prevalecer em situações de prisão complacentes e não conformes.

## Comando Especial

##### DEA SRT
Equipes especiais da agência (SWAT). Sua função inclui a execução de prisões de alto risco e mandados de busca, interdição de veículos, proteção estreita para VIPs e operações de vigilância especializadas.
A capacidade SRT da DEA foi oficialmente padronizada em 2016. As unidades existentes incluíam equipes de resposta rápida (RRTs) (que se desenvolveram a partir do programa de equipes de assessoria e suporte implantadas no exterior (FAST) e foram dissolvidas em 2017), equipes de fiscalização móvel (MET), Equipes regionais de fiscalização (RET) e equipe de apreensão de entrada de alto risco (HEAT).
Cada grande escritório doméstico da DEA mantém uma capacidade SRT.
As armas do DEA SRT incluem Rock River LAR-15 (derivado de AR-15) e pistolas Glock 17 e 19 de 9 mm.
Os operadores SRT passam por um Curso de Certificação SRT inicial (SCC) (11 dias básicos, 5 dias avançados) na Base do Exército dos EUA Ft. A.P. Hill na Virgínia.

##### Treinamento

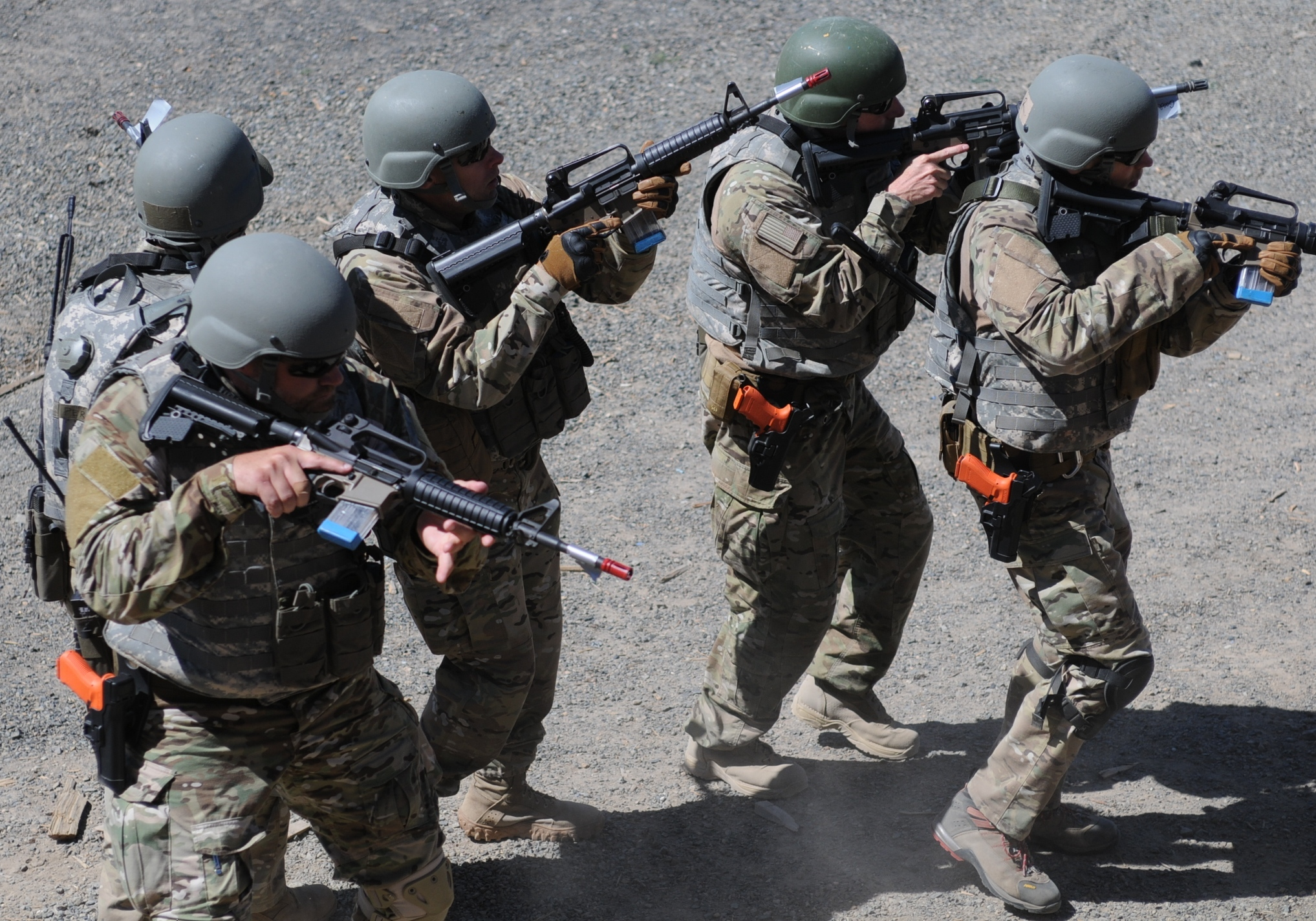
Agentes do SRT realizando um treinamento conjunto de guerra urbana com a Guarda Nacional de Washington

##### Ação Real
Operação Leyenda
A Operação Leyenda foi uma operação americana da DEA no México que ocorreu de abril de 1985 a abril de 1989. O objetivo da Operação Leyenda era levar à justiça os torturadores e assassinos do agente da DEA Kiki Camarena e desmantelar o poderoso Cartel Guadalajara de Miguel Ángel Félix Gallardo. O assassinato de Camarena levou a DEA a mudar de tática em relação ao teatro mexicano da Guerra contra as Drogas, adotando uma abordagem sem luvas e iniciando uma caça ao homem de quatro anos contra a liderança do Cartel de Guadalajara e associados. A operação foi concluída com sucesso em 1989 com a captura de Felix Gallardo e o desmantelamento do Cartel de Guadalajara, embora os novos cartéis formados por esta divisão se tornassem tão poderosos e perigosos, levando ao início da Guerra às Drogas Mexicana em 2006.
Operação Cazador
A “Operação Cazador” foi conduzida durante um período de três dias com a ajuda da polícia local. A DEA disse que a operação resultou em 290 prisões, incluindo supostos membros de um cartel de drogas mexicano, Um dos presos foi Thomas Renckley, 31, que foi levado para fora de sua casa em Jacksonville algemado, sob suspeita de dirigir uma drogaria.
Os agentes também encontraram o que acreditavam ser um dispositivo explosivo, informou a estação. Pequenos aviões e o iate estavam entre os bens apreendidos, no total de 3,3 milhões de Dólares.